# 福岡市立入部小学校
福岡市立入部小学校（ふくおかしりつ いるべしょうがっこう）は、福岡県福岡市早良区東入部二丁目にある公立小学校。

## 歴史
- 1908年（明治41年） - 入部小学校創立。重留尋常小学校を教場とし現在地に新校舎落成移転
- 1910年（明治43年） - 高等科併置
- 1941年（昭和16年） - 入部国民学校に改称。
- 1947年（昭和22年） - 学制改革により入部村立入部小学校に改称。
- 1955年（昭和30年） - 入部村合併による早良村発足のため、早良村立入部小学校に改称。
- 1956年（昭和31年） - 早良村町制施行のため、早良町立入部小学校に改称。
- 1975年（昭和50年） - 福岡市に編入合併されたため、福岡市立入部小学校に改称。
- 1984年（昭和59年） - 福岡市立早良小学校を分離。

## 通学区域
早良区の以下の地区。
- 西入部（全丁目。一部地域を除く）
- 大字西入部
- 東入部（全丁目）
- 大字東入部（一部地域を除く）
- 重留（7丁目の一部地域を除く）

早良区中央部で旧早良町の中心部にあたる。校区内を南北に貫く国道263号周辺部には住宅や商店・事業所が多く立地する。校区東側は荒平山の山間部で、山麓部の一部では新興住宅地が開発されている。校区西部の室見川右岸部、校区南部の室見川両岸部は田畑が多い。校区南西端の室見川西側は西山の山間部。
中学校は金武中学校の校区。

### 校区が隣接する小学校
- 福岡市立野芥小学校
- 福岡市立脇山小学校
- 福岡市立内野小学校
- 福岡市立早良小学校
- 福岡市立金武小学校
- 福岡市立四箇田小学校

### 校区内の主な施設
- いるべ保育園
- 早良区役所入部出張所
- 楽天堂広橋病院
- 早良南郵便局
- 福岡市消防学校

## 校歌
- 作詞：持田勝穂
- 作曲：平岡均之